# Nanopolvere
Le nanopolveri sono una sottocategoria di particolato ultrafine di dimensioni medie nel campo dei nanometri (milionesimo di millimetro).
Secondo lo SCENIHR (Scientific Committee on Emerging and Newly Identified Health Risks), comitato scientifico UE che si occupa dei nuovi/futuri rischi per la salute, la "nanoscala" è associabile a tutte le particelle di diametro medio compreso fra 0,2 e 100 nm .
Come noto il particolato è ad oggi classificato in 3 principali classi dimensionali: PM10, PM2.5 e PM0.1 (10000, 2500 e 100 nm rispettivamente) con un "salto" di circa un fattore 10 fra una classe e l'altra. Viceversa -secondo la definizione suddetta- per le nanopolveri il range spazia da 100 nm a scendere fino a dimensioni pressoché atomiche di 0.2 nm. Questo ampio intervallo di misure è dovuto sia alla relativa novità delle ricerche su tali particelle, sia al fatto che, a seconda degli ambiti di indagine (medici, motoristici, scienza dei materiali, elettronica ecc.), ciascun settore di ricerca ha individuato dimensioni caratteristiche per le quali si determinano fenomeni di interesse per il campo di indagine specifico.

Per quanto riguarda dunque il particolato aerodisperso e di interesse sanitario, non è ancora stata univocamente definita una dimensione di PM specifica per le nanopolveri. Il centro di ricerche Agip ad esempio considera "nanoparticelle" il particolato di dimensioni 40-50 nm ovvero si tratterebbe di PM0.04 - PM0.05 

Penetrazione delle polveri nell'apparato respiratorio.
È evidente come le nanopolveri siano in grado di penetrare a fondo nell'organismo e, si sospetta, entrare addirittura nel circolo sanguigno penetrando poi nelle cellule (un µm è pari a mille nanometri).

Per quanto riguarda gli effetti sanitari/ambientali, queste ridotte dimensioni, prossime a quelle molecolari o anche inferiori, permettono alle particelle un comportamento fisico, vuoi per quanto riguarda la dispersione aerea, vuoi per i meccanismi di penetrazione negli organismi viventi, un comportamento che possiamo ritenere intermedio tra quello dei gas e quello del resto del particolato sospeso.

Occorre sottolineare per correttezza che il termine nanopolveri è utilizzato quasi esclusivamente in Italia, normalmente nella comunità scientifica internazionale è più diffusa la semplice definizione di particolato ultrafine (anche se si tratta solo di PM 0,1), in quanto con il termine nanoparticles (nanoparticelle) si intendono più frequentemente le nanopolveri ad utilizzo tecnologico, piuttosto che quelle aerodisperse.
Le maggiori fonti di particolato totale, ovvero non frazionato per dimensione, sono naturali (come ad esempio le eruzioni vulcaniche, gli incendi e l'acqua marina dispersa in aria, i fulmini, l'erosione di rocce e la sabbia dispersa dal vento).
Tuttavia, specialmente in ambienti urbani, fra le origini più comuni di particelle di dimensione nanometrica ci sono fonti antropiche: in generale qualunque procedimento di combustione: motore endotermico, residui di gomme delle automobili o di oli combustibili, usura dell'asfalto, impianti di riscaldamento, inceneritori di rifiuti, centrali termoelettriche, cave e miniere a cielo aperto, usura degli edifici e dei materiali da costruzione, cementifici, fonderie, fumi industriali, fino alla cottura degli alimenti ed al fumo di sigaretta.
Quando una sostanza organica (contenente principalmente carbonio, azoto, idrogeno, e ossigeno) brucia vengono rilasciate molecole più piccole e generalmente biodegradabili (anche se inquinanti).
Se la sostanza contiene anche una frazione rilevante di materiali inorganici (come dei metalli), i prodotti della combustione possono portare, specialmente se ad alte temperature, ad aggregati atomici e leghe metalliche generalmente di forma tondeggiante, che non sono biodegradabili, e vengono disperse in ambiente sotto forma di aerosol.
Queste nanoparticelle possono ritrovarsi un po' ovunque, nello scatolame a causa della sua usura, in alcuni farmaci come eccipienti,  nel fumo di sigaretta e dei termovalorizzatori, nel pesce di mare, in prossimità di vulcani, in prodotti della nanotecnologia: la lista è potenzialmente infinita.
Nanopolveri metalliche vengono rilevate in zone di guerra ove sono stati utilizzati ordigni all'uranio impoverito o al tungsteno. Grazie alla proprietà dell'uranio e del tungsteno di prendere fuoco spontaneamente se suddivisi in frammenti abbastanza fini, raggiungono rispettivamente una temperatura di circa 3.000 e circa 5.000 °C, dando origine a particolato inorganico proveniente in piccola parte dalla bomba stessa e in gran parte anche dal bersaglio colpito.
Recentemente i Filtri Anti Particolato, utilizzati in alcune automobili per bloccare particelle più grossolane (PM10), sono stati accusati di produrre nanopolveri, anche se i dati sperimentali indicano un'ottima capacità da parte di questa tecnologie di riduzione del numero di nanoparticelle.
I dettagliati meccanismi di formazione di queste nanopolveri e della loro dispersione in atmosfera sono ancora oggetto di studio, ma in letteratura stanno emergendo evidenze della loro dannosità.
In particolare le nanopolveri inorganiche sono sospettate di essere causa di una serie di patologie.
Le nanopolveri di tipo inorganico, non essendo biodegradabili, non potrebbero essere decomposte facilmente e resterebbero sospese nell'aria per centinaia di chilometri, depositandosi sul terreno (e quindi finire nelle coltivazioni ed entrare nella catena alimentare) o essere direttamente respirate da esseri umani o animali. Analogamente, l'organismo dell'essere vivente non sarebbe in grado di metabolizzare ed espellere questi corpi estranei.

In contrasto con queste ipotesi sono invece i dati sperimentali misurati in California, che suggeriscono un calo drastico del particolato ultrafine già a 150 metri dalla fonte.
Al momento non esistono filtri in grado di bloccare particelle di diametro inferiore a 0,2 micrometri (200 nanometri) e gli strumenti di misura comunemente usati per le polveri non sono in grado di rilevare tali nanopolveri, essendo necessari strumenti basati su tecniche di rilevamento differenti (tipo la microscopia elettronica a trasmissione TEM).
È stato suggerito, per molti con risvolti allarmistici, che alcuni prodotti industriali, come le gomme da masticare contenenti microsfere di vetro (per la pulizia dei denti), alcune  farine biologiche macinate a pietra, oppure determinate marche di cacao in polvere, siano probabili fonti di nanoparticelle, ma non vi sono ancora prove certe accettate dalla comunità scientifica ufficiale della pericolosità di questi alimenti.
È stato anche suggerito che il talco in polvere possa essere pericoloso , ma anche qui per ora non vi sono prove, anzi, un recente studio ha evidenziato come non vi sia alcun incremento del rischio di tumori per lavoratori esposti ad alti livelli di talco .
La misurazione quantitativa delle nanopolveri, difficile e poco accurata tramite i classici metodi gravimetrici adottati per il particolato, può essere realizzata tramite metodi ottici che sfruttano il laser.